# El arte de la elegancia de LFC
El arte de la elegancia de LFC es el undécimo álbum de estudio del grupo argentino Los Fabulosos Cadillacs, lanzado en el año 2009.

## Historia
Mientras continuaban con shows esporádicos, Los Fabulosos Cadillacs grabaron su segundo álbum tras su regreso "oficial". En un principio pensaron titularlo "El ritmo de la luz", pero finalmente se decidieron por "El arte de la elegancia", que hace referencia tanto a la elegancia de la subcultura mod como al programa de televisión conducido por Jean Cartier. El arte de la tapa del disco fue obra de la artista Marta Minujín.
El disco incluye nuevas versiones de ocho temas previamente editados por el grupo, una versión del tema "Move On Up" de Curtis Mayfield, retitulada "Vamos Ya!", y dos canciones nuevas ("Siete Jinetes" y "Lanzallamas"). El primer sencillo fue "Contrabando de amor", cuya versión original pertenece al disco El Satánico Dr. Cadillac, editado en 1989.

## Lista de canciones
1. "Contrabando de Amor" (Vicentico) – 2:56
2. "Siempre Me Hablaste de Ella" (Flavio Cianciarulo) – 2:36
3. "Vamos Ya! (Curtis Mayfield) – 2:45
4. "C.J." (Vicentico) – 4:42
5. "El Sonido Joven de America" (Cianciarulo) – 2:17
6. "Lanzallamas" (Cianciarulo) – 2:23
7. "Tanto Como un Dios" (Vicentico) – 3:43
8. "Surfer Calavera" (Cianciarulo) – 3:03
9. "Siete Jinetes" (Cianciarulo) – 3:12
10. "Soledad"  (Cianciarulo) – 2:39
11. "Mas Solo Que La Noche Anterior" (Vicentico, Cianciarulo) – 5:41